# 木川眞
木川 眞（きがわ まこと、1949年12月31日 - ）は日本の実業家。ヤマトホールディングス元会長、経済同友会副代表幹事。元ヤマト運輸社長。

## 来歴
広島県御調郡（現尾道市）向島町出身。広島大学附属三原小学校、広島大学附属三原中学校、杉並区立高井戸中学校を経て、1968年東京都立西高等学校卒業、1973年一橋大学商学部卒業、同年富士銀行入行。
1996年富士銀行総合企画部副部長。1998年富士銀行人事部長。2001年富士銀行執行役員人事部長。2002年みずほコーポレート銀行常務執行役員リスク管理グループ統括役員兼人事グループ統括役員。2004年みずほコーポレート銀行常務取締役リスク管理グループ統括役員兼人事グループ統括役員。
2005年ヤマト運輸常務取締役グループ経営戦略本部長、ヤマトホールディングス代表取締役常務。2006年からヤマトホールディングス代表取締役専務執行役員兼ヤマトロジスティクス会長兼ヤマトシステム開発会長兼ヤマトフィナンシャル会長などを務めるなどし、持株会社化や日本郵船との資本・業務提携を担当。
小倉昌男の長男・小倉康嗣が社長を退任しその後任の社長として、2007年ヤマト運輸代表取締役社長に就任。2011年には、ヤマトホールディングス代表取締役社長に昇格。2015年ヤマトホールディングス代表取締役会長。2019年ヤマトホールディングス取締役会長を退任。2016年4月1日から、新設された一般社団法人ヤマトグループ総合研究所代表理事を兼務。同年4月28日から公益社団法人経済同友会副代表幹事。国立大学法人一橋大学経営協議会委員なども務めた。
2016年4月小松製作所取締役。2018年4月ヤマトホールディングス取締役会長。同年6月セブン銀行取締役。2019年4月ヤマトホールディングス取締役、沖電気工業取締役。2020年肥後銀行監査役。
宅配便市場が成熟化し成長率が低くなる中、新たな市場開拓に注力した。2007年、独占禁止法違反で日本郵政公社を訴えていたヤマト運輸の請求が、東京高等裁判所で棄却されたことを受け記者会見を開き、裁判所でヤマト運輸に損害が生じていないとされた点につき、ヤマト運輸の経営努力により損害が見えにくくなっていると反論し、さらに国の信用力を背景に事業を拡大している点に問題があるなどと述べた。